# Jongerenraad Zutphen
Jongerenraad Zutphen (JRZ) is een jongerenraad voor jongeren tussen de 13 en 27 jaar die een band hebben met de gemeente Zutphen.

## Geschiedenis
De voorganger van de jongerenraad, de Jongerenadviesraad Zutphen, werd op 11 september 2020 opgericht met als doel om te onderzoeken hoe Zutphen jeugdvriendelijker kon worden. Op 22 september 2023 werd de organisatie geherstructureerd tot een vereniging. De vereniging werd opgericht door Luka Leer (voorzitter), Mathijs Verhoef (secretaris) en Milan Altena (penningmeester). Bij de oprichting werd de naam ook veranderd naar Jongerenraad Zutphen, om duidelijker te maken dat de organisatie meer doet dan enkel adviseren.

## Activiteiten
De jongerenraad adviseert de gemeente over onderwerpen die belangrijk zijn voor jongeren. Zo spraken ze zich uit tegen het besluit van de gemeente om de sluitingstijden van de horeca te vervroegen. Ook zijn ze betrokken bij het organiseren van festivals, en organiseren ze activiteiten om jongeren meer te betrekken bij de politiek, zoals bij het opstellen van de omgevingsvisie en de Tweede Kamerverkiezingen 2023.

### Cruyff Court Gerard Doustraat
In 2021 begon de jongerenraad zich in te zetten voor de aanleg van een Cruyff Court in het Waterkwartier. Dit project kwam echter stil te liggen door problemen bij de fondsenwerving. Het Centrum voor Criminaliteitspreventie en Veiligheid uitte zorgen over de kosten die verbonden zaten aan de aanleg van het veld, en suggereerde dat er beter geïnvesteerd kon worden in meer jongerenwerkers. Momenteel is de Jongerenraad nog steeds bezig met dit project, alleen dan niet in de vorm van het oorspronkelijke Cruyff Court. Het plan heeft nu betrekking op de complete herinrichting van het speelveld aan de Gerard Doustraat in Zutphen. 

### Nachttrein Arnhem-Zutphen
Februari 2024 begon de jongerenraad een petitie voor het terugbrengen van een nachttrein tussen Zutphen en Arnhem. Deze werd uiteindelijk met 695 handtekeningen in maart aangeboden aan de Tweede Kamer, waar ze bijval kregen van onder andere Caroline van der Plas en Ines Kostić. In mei kwam Maarten Haverkamp naar Zutphen om de petitie te ontvangen vanuit zijn functie als Regiodirecteur Noord-Oost Nederland bij de Nederlandse Spoorwegen.

### Stem & Jong
In 2023 vond de eerste editie van Stem & Jong plaats. Dit evenement speciaal gericht om jongeren goed geïnformeerd naar de stembus te krijgen was een succes. Dit succes werd gewaarborgd dankzij de grote opkomst van kandidaten voor de Tweede Kamer verkiezingen in 2023. Met de Europees Parlement verkiezingen in 2024 wordt er een speciale editie van Stem & Jong gehouden, namelijk Stem & Jong in Europa. Het zelfde doel, maar een andere verkiezing. 